# Муро-Лукано
Муро-Лукано (італ. Muro Lucano) — муніципалітет в Італії, у регіоні Базиліката, провінція Потенца.
Муро-Лукано розташоване на відстані близько 290 км на південний схід від Рима, 30 км на північний захід від Потенци.
Населення — 5484 особи (2014).

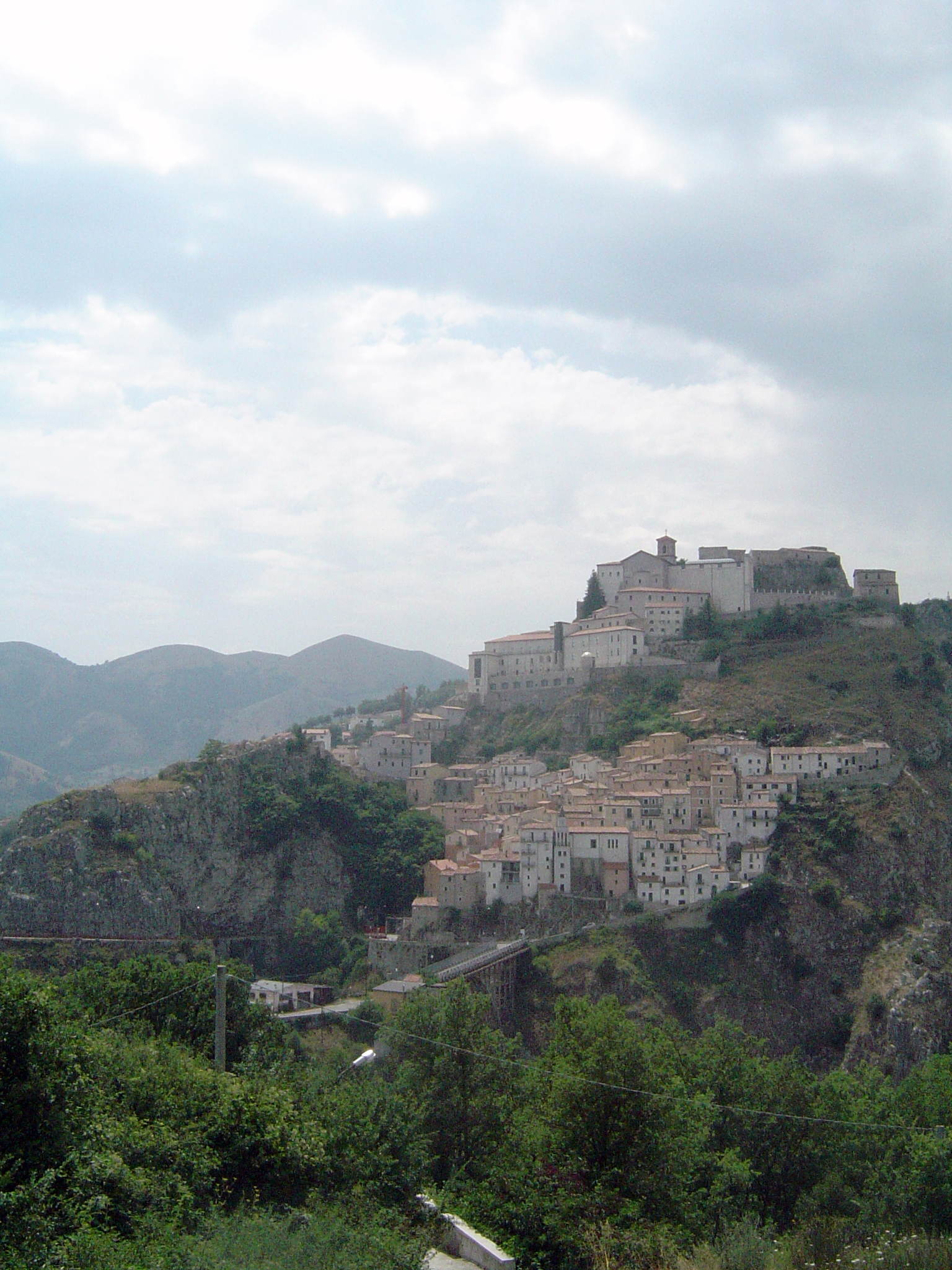

Щорічний фестиваль відбувається 2 вересня. Покровитель — San Gerardo Majella.

## Демографія
Населення за роками:

Станом на 1 січня 2023 року в муніципалітеті офіційно проживало 149 іноземців з 32 країн, серед них 30 громадян країн Євросоюзу та 15 громадян України.

## Сусідні муніципалітети
- Бальвано
- Белла
- Кастельгранде
- Колліано
- Лав'яно
- Ричильяно
- Сан-Феле
- Сан-Грегоріо-Маньо